# CIH
CIH, или «Чернобыль» (Virus.Win9x.CIH) — компьютерный вирус, написанный тайваньским студентом Чэнь Инхао (кит. трад. 陳盈豪, пиньинь Chén Yíngháo, англ. ) в июне 1998 года. По-видимому, является первым вирусом в истории, который мог вывести заражённый компьютер из строя (путем перезаписи прошивки BIOS), а не только повредить или уничтожить информацию, хранящуюся на нём. Представляет собой резидентный вирус, работающий на семействе операционных систем Windows 9.x (95/98/ME).

## История
26 апреля 1999 года, в годовщину Чернобыльской аварии вирус активизировался и уничтожал данные на жёстких дисках инфицированных компьютеров. На некоторых компьютерах было испорчено содержимое микросхем BIOS. Именно совпадение даты активации вируса и даты аварии на ЧАЭС дали вирусу второе название — «Чернобыль», которое в народе даже более известно, чем CIH.
По различным оценкам, от вируса пострадало около полумиллиона персональных компьютеров по всему миру.
По данным The Register, 20 сентября 2000 года власти Тайваня арестовали создателя знаменитого компьютерного вируса.

## Название
Вирус CIH получил название «Чернобыль». Отмечают две возможные версии происхождения названия:
1. Название происходит от инициалов автора.
2. Дата срабатывания логической бомбы, заложенной автором, совпадает с датой аварии на Чернобыльской АЭС — 26 апреля.

## Распространение
Первый рабочий вирус был обнаружен в июне 1998 года на Тайване — автор вируса заразил компьютеры в своём университете. За последующую неделю вирусные эпидемии были зарегистрированы в Австрии, Австралии, Израиле и Великобритании. Позднее следы вируса были обнаружены в нескольких других странах, включая Россию. Заражение нескольких американских веб-серверов, распространяющих компьютерные игры, послужило причиной пандемии, начавшейся 26 апреля 1999 года. На полумиллионе компьютеров сработала «логическая бомба» — была уничтожена информация на жёстких дисках и повреждены данные на микросхемах BIOS.

## Принципы работы
При запуске заражённого файла вирус инсталлирует свой код в память Windows, перехватывая запуск EXE-файлов и записывая в них свою копию. В зависимости от текущей даты вирус способен повреждать данные на Flash BIOS и жёстких дисках компьютера.

## Известные варианты вируса
Существует три «авторские» версии вируса. Они достаточно похожи друг на друга и отличаются лишь незначительным изменением в коде. Версии вируса имеют различные длины, строки текста и дату срабатывания процедуры стирания дисков и Flash BIOS:
| Длина (байт) | Название       | Дата срабатывания «логической бомбы» | Обнаружен «в живом виде» |
| ------------ | -------------- | ------------------------------------ | ------------------------ |
| 1003         | CIH 1.2 TTIT   | 26 апреля                            | Да                       |
| 1010         | CIH 1.3 TTIT   | 26 апреля                            | Нет                      |
| 1019         | CIH 1.4 TATUNG | 26 числа каждого месяца              | Да                       |

## Автор вируса
Чэнь Инхао родился 25 августа 1975 года, Тайвань.
Чэнь написал CIH во время учёбы в университете Датун (Tatung) в Тайбэе. Когда Чэнь создал вирус, он получил серьёзный выговор от университета.
Узнав, что вирус стал широко распространённым, он занервничал. Некоторые его одноклассники настоятельно советовали ему не признаваться в создании вируса, однако он сам был уверен, что при наличии достаточного запаса по времени эксперты по безопасности смогут его вычислить. Поэтому ещё до окончания университета он написал официальное извинение в Интернете, в котором публично попросил прощения у жителей Китая, компьютеры которых пострадали. Из-за воинской повинности Чэнь пошёл служить. Согласно тайваньским законам тех времён он не нарушил никаких законов и никогда не привлекался к уголовной ответственности за создание этого вируса.
В настоящее время Чэнь работает в Gigabyte.